# 사랑할 때까지
《사랑할 때까지》는 1996년 4월 1일부터 1997년 2월 28일까지 방영된 한국방송공사 1TV 일일연속극이다.

## 기획 의도
- 20대의 한 여성이 모래알처럼 흩어져 화합하지 못하는 대가족의 시댁 식구들을 가족의 한울타리로 끌어들이는 과정을 그린 드라마
- 변호사였던 남편과 사별한 뒤 안경 회사를 운영하며 꿋꿋하게 4남매를 길러낸 송 여사를 중심으로 시어머니, 아들·딸, 손자·손녀 등 대가족의 진솔한 삶을 그리는 홈드라마

## 등장 인물

### 주요 인물
- 류시원 : 오영창 역 - 오씨 집안의 3남, 은주의 남편, 자유분방하고 때로는 무책임한 남자 주인공
- 전도연 : 서은주 역 - 20대 신세대이면서도 전통적 여성의 덕목을 지닌 여자 주인공
- 반효정 : 송정신(송 여사) 역 - 영창의 어머니, 안경회사 사장

### 송 여사네 대가족
- 김영옥 : 김봉순 역 - 영창의 할머니

영호네
- 정동환 : 오영호 역 - 오씨 집안의 장남
- 김미숙 : 유민선 역 - 영호의 아내
- 조현철 : 안윤 역 - 민선과 지용의 아들 (아역)
- 김민지 : 오혜지 역 - 영호의 딸 (아역)

영빈네
- 홍요섭 : 오영빈 역 - 오씨 집안의 차남
- 조민수 : 혜숙 역 - 영빈의 아내, 여성 권익을 주장하는 주부
- 이정윤 : 오유리 역 - 영빈과 혜숙의 딸

영진네
- 유혜리 : 오영진 역 - 오씨 집안의 장녀, 히스테리컬한 독신녀
- 홍륜의 : 범태순 역 - 영진의 남편

수련네
- 김영애 : 수련 역 - 정신의 시누이
- 연규진 : 백동만 역 - 수련의 남편
- 박준희 : 백초희 역 - 동만과 수련의 장녀
- 박영희 : 백재희 역 - 동만과 수련의 차녀, 재수생
- 오현철 : 백찬희 역 - 동만과 수련의 아들 (중도 투입)

### 그 외 인물
- 박근형 : 서봉섭(서 씨) 역 - 은주의 홀아버지, 안경회사 수위
- 선우용여 : 장길순 역 - 복국집 과부아줌마
- 전원주 : 장길례 역 - 길순의 언니
- 공형진 : 양말룡 역 - 갓 제대한 길순의 아들, 은주를 짝사랑 (중도 투입)
- 박영규 : 안지용 역 - 민선의 전 남편 (중도하차)
- 전미선 : 유미 역 - 영창의 첫 애인, 케이블 TV의 리포터 (중도 하차)
- 이대로 : 범 씨 역 - 태순의 아버지
- 최은숙 : 태순의 어머니 역
- 백준기 (중도 투입)
- 변아영 (중도 투입)
- 김나운 (중도 하차)
- 이윤수 : 순영 역 - 말룡의 짝사랑상대였으나 다른남자와 결혼한다. (중도 투입 및 중도 하차)
- 김경응 (중도 투입)
- 최성민 : 최용환 역 -초희의 남자친구.
- 윤문식
- 이근희
- 양택조
- 장용
- 한영숙
- 박종관
- 신귀식
- 오승룡

## 시청률
- 초반에는 동시간대 MBC <자반고등어>에 밀려 고전하였으나[1][2][3] 역전하여 45%가 넘는 높은 시청률을 기록하였다.[4]

## 연장
- 1996년 연말 종영 예정이었으나 할 얘기가 많다는 작가의 간곡한 요청 아래 연장되어 1997년 2월 말 막을 내렸다.[5][6]

## 수상
- 1996년 KBS 연기대상 여자 최우수 연기상 김영애
- 1996년 KBS 연기대상 남자 신인 연기상 류시원

## 참고 사항
- 작가 이금림은 당초 KBS 2TV <젊은이의 양지> 후속 주말극을 쓰기로 내정돼 있었으나, 김수현 작가의 <목욕탕집 남자들>이 대신 편성되면서 일일극을 집필하기로 결정되었다. 이 작가는 자신이 구성한 소재와 구성이 일일극의 포맷에는 맞지 않다며 3개월 간 시간을 줄 것을 요구하였고, 이로 인해 전작 <바람은 불어도>가 3개월 연장하였다.
- 당초 <당신은 누구시길래>라는 제목이 거론되었다.[7]
- 오영호, 오영진, 오영창 내외 역의 배우 섭외 문제로 어려움을 겪었으며, 결국 정동환이 오영호, 유혜리가 오영진, 류시원이 오영창, 전도연이 영창의 아내 서은주 역으로 낙점됐다.[8]
- 극 중 서은주 역의 전도연은 해당 드라마 녹화 스케줄과 겹쳐[9] KBS 1TV <은하수>의 성인 김영미 역을 고사했으며 당시 전도연 자리에는 박상아가 대타로 들어간 바 있었는데, <은하수>의 담당 PD 김현준씨는 <사랑할때까지> 후속작인 <정 때문에>의 담당 연출자였다.
- 김미숙 (유민선 역)은 1993년 2TV 아침드라마 <서른한살의 반란> 이후[10] 해당 작품을 통해 KBS 복귀를 했다.
- KBS 측은 1996년 3월 2일 KBS 뉴스 9에서 전작 <바람은 불어도>의 종영 소식과 함께 <사랑할때까지>를 소개하는 지원사격을 하여 비판을 받았다.
- 1996년 가을 개편부터 이영희 PD가 연출자로 합류하였다.
- 박근형(서봉섭 역)의 암 사건등으로 이야기가 급진전된 점, 반여성주의적인 여성상을 그린 점, 홍요섭(오영빈 역)과 조민수(혜숙 역) 부부가 아내의 남자친구 문제 등으로 갈등을 빚는 사랑놀음 이야기 등으로 비난을 받았다.
- 집필자 이금림 작가는 1996년 9월 SBS 프로덕션과 100회 계약을 맺고 이적할 예정이었으나[11] 해당 드라마가 높은 인기에 힘입어 여러 차례 연장을 결정해 1997년 2월 28일 끝난 뒤에야 SBS 프로덕션으로 자리를 옮겼다.